# Carl Fredrik von Schulzenheim
Carl Fredrik von Schulzenheim, född 17 juli 1745 på Svartskär i närheten av Falun, död 2 september 1808, var en svensk kirurg. Han var bror till David von Schulzenheim.

## Biografi

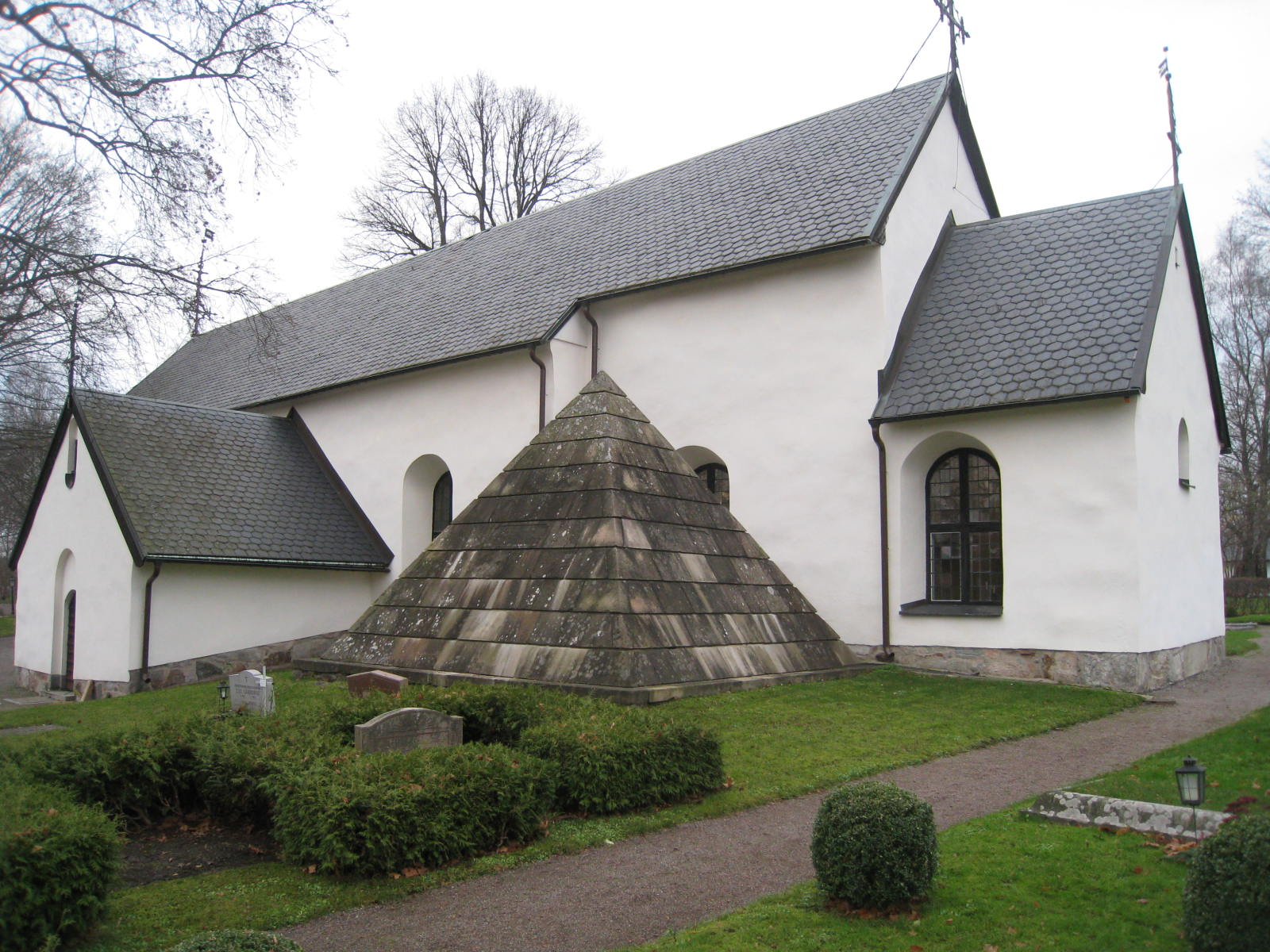
begravd i Adlerbergska gravkoret Järfälla kyrkogård

Schulzenheim studerade i Uppsala och avlade där 1769 de medicinska examina efter att redan 1767–68 ha förestått den anatomisk-kirurgiska professuren i Stockholm och 1769 hållit de obstetriska föreläsningarna. Hemkommen från en utrikes resa, anställdes han 1772 som Olof Acrels medhjälpare på Serafimerlasarettet och innehade denna befattning, tills han 1806 efterträdde honom som överkirurg vid nämnda lasarett. Därjämte utnämndes han 1780 till assessor i Collegium medicum, 1798 till livmedikus hos hertig Karl och 1806 till direktör vid Frimurarebarnhuset. Han adlades 1782  och blev ledamot av Vetenskapsakademien 1799. Schulzenheim var en av sin tids mest ansedda kirurger. Han inrättade 1807, i samråd med andra läkare i huvudstaden, ett medicinskt läsesällskap, det första upphovet till Svenska Läkaresällskapet.